# Vršovický pivovar
Vršovický pivovar v Praze-Vršovicích je zaniklý pivovar, který stál u vršovické tvrzi a mlýna v místech parkoviště mezi potokem Botič a ulicemi Petrohradská a Vršovická západně od stadionu Bohemians.

## Historie
Roku 1619 koupil Vršovickou tvrz Jan Rudolf Trčka z Lípy; v zápise je uvedena pouze tvrz s poplužním dvorem, poplužím, mlýnem a celou vsí. V roce 1621 přešly Vršovice s tvrzí na Maxmiliána z Valdštejna a následně je roku 1648 koupil František Karel Matyáš ze Šternberka (1612–1648). Pivovar je poprvé zmíněn jako dědictví po zemřelém Františku Matyášovi; jeho syn Václav Vojtěch (1643–1708) odkázal své jmění včetně vršovické tvrze, dvora, mlýna a pivovaru své švagrové a jejím dětem. V té době se zde nacházela i Kunštatova chmelnice.
Po roce 1875 byl pivovar modernizován a přestavěn na parostrojní provoz. Roku 1909 jej koupila Občanská záložna ve Vršovicích, od které jej získal v roce 1918 sládek Josef V. Novák. V roce 1930 byl zrušen, poté chátral a zbytky zbořeny ještě před rokem 1990.

## Popis
Roční výstav původně dosahoval 15000 až 20000 hl, během 1. světové války poklesl na 5000 hl, v sezoně 1927–1928 vystoupal na 8000 hl piva. Mezi roky 1919 až 1938 se zde vařil dvanáctistupňový ležák Radiovar, který se na zaoceánské parníky dodával v lahvích.